# Bogár István (tanító)
Bogár István (Őcsény, 1923. május 18. – Szekszárd, 1990. október 5.) néptanító, népművelő.

## Életrajz
Őcsényben született 1923. május 18-án. „Sárköz szülötte lévén nagycsaládom az egész Sárköz – írja önéletrajzában. – Eredményeim eléréséhez, gyűjtőmunkám sikeréhez egész Sárköz segített hozzá. Mindent a sárköziekért akartam tenni és tettem is.”
Bogár István apai és anyai ágon is őcsényi középparaszti családból származott, a Bogár és a Deák család évszázadok óta Őcsényben élt és él ma is. Kunszabó Ferenc Sárköz című könyvében így emlékezett Bogár István gyermekkori családi körülményeiről: „…neki is megvan a maga nehéz gyermekkora, mintegy edzésként, hogy aztán egész életében értse fajtáját: szülei korán elválnak, ő két testvérével anyjánál marad, aki örökség-földből mindhármójukat kitaníttatja - a föld rá is megy, szinte az utolsó holdig, s mire István állásba kerül, kisebb testvére taníttatásához már ő is hozzájárul.” A már felnőtt Bogár István munkásságában, néprajzi indíttatásában nagy szerepe volt családjának, apai nagyanyjának, dédapjának, valamint édesanyjának, Deák Sárának.
Bogár István elemi iskolai tanulmányait szülőfalujában végezte, majd Szekszárdon járt polgáriba. A Nagykőrösi Református Liceum és Tanítóképző Intézetben tanítói képesítést szerzett 1943-ban. Néprajzi gyűjtőmunkára Csikai Pál tanár ösztönözte. 1943-tól kántortanító Sárpilisen, 1948–1971 között az iskola igazgatója. A sárpilisi kántortanítói állásra 1943-ban négy jelölt pályázott: Bogár István őcsényi, Borda János vejti, Hatla József kispeterdi tanító és Hargitai Bálint. Nevezettek kántorpróbára meg is jelentek, a választók egyhangúlag Bogár István megválasztása mellett döntöttek.
Keze alól több generáció került ki. E munka mellett a falu népművelési lehetőségeinek is alakítója lett.
A népi együttessé alakult dalos kart 1971-ig vezette. Ez alatt Kiváló Együttes címet, valamint A szocialista kultúráért kitüntetést kapott a csoport.
Sárpilisi néprajzi, népművelői munkája mellett Bogár István vezette a Decsi Népi Együttest és a Decsi Asszonykórust, ez utóbbi az országos Röpülj páva népdaléneklési versenyen első díjat nyert, Kiváló Együttes címet kapott. 1952–1986 között az Öcsényi Népi Együttes művészeti vezetője. 1971-től a Tolna Megyei Tanács Városi Bizottság Művelődési Osztályán néprajzi felügyelő. 1975-től nyugdíjba vonulásáig, 1983-ig a szekszárdi Babits Mihály Művelődési Központ főmunkatársa. Segítő munkát végzett, szakmai tanácsokkal látta el Tolna megye valamennyi népi együttesét, népdaléneklő csoportját. 1966-ban megszervezője volt a Sárközi Napok, majd a Sárközi Lakodalom rendezvényének, amelyet 1983-ig szervezett.
Az 1966-ban tartott rendezvényt a Sárpilisi Népi Együttes megalakulása 20. évfordulójának tiszteletére szervezték meg. Erre az időre már a környező sárközi falvak: Őcsény, Decs, Alsónyék is rendelkezett hagyományőrző együttessel, népdalkörrel, tánccsoporttal. A pilisi jubileum megünneplésének ötlete találkozott egy, a többi sárközi faluban is megfogalmazódó igénnyel: egy nagy, az egész Sárközt átfogó rendezvénysorozat tervével. 1966 júniusában a sárpilisi új szabadtéri színpadon nyitotta meg a rendezvénysorozatot az akkori külügyminiszter, Péter János, ki alsónyéki származású volt. A Sárközi Napok keretében „20 éves a Sárpilisi Népi Együttes" címmel kiállítás nyílt a pilisi iskolában. Képek, újságcikkek, filmek mutatták be az együttes 20 esztendejét, a néprajzi gyűjtőmunkát és kutatást. A rendezvény mérlege kilencnapos zsúfolt program, jól sikerült találkozók, öt kiállítás, tíz műsoros est, bemutató, négy filmvetítés a Sárköz falvaiban. Néprajzkutatók tanácskozásai, úttörő-találkozó, három nagy sikerű bál, több mint harminc különböző együttes – táncegyüttesek, kórusok, gyermektánccsoportok, bábcsoportok műsorai.
1967-ben Bogár tanya néven néprajzi magángyűjteményt hozott létre Szekszárd-Szőlőhegyen. A tanyán hazaiak mellett 52 országból érkezett vendégek ismerhették meg a Sárköz népi kultúráját, tárgyi emlékeit és Bogár István sárközi dallamkincsét.
Szervező munkája mellett mintegy ezer előadást, tájékoztatót tartott a Sárköz népdalairól, népszokásairól. Publikációi szaklapokban és a Tolna Megyei Népújságban jelentek meg. Könyvet írt a Sárpilisi Népi Együttes sikereiről, keserveiről, történetéről. Még nyugdíjas éveiben is részt vett a sötétvölgyi Úttörőtáborban nyaranta megrendezett néprajzi táborok munkájában, vezetésében. Halálának híre hirtelen és váratlanul következett be 1990. október 5-én.

## Elismerései
- Magyar Népköztársaság Érdemérem (1952)
- Köztársasági Érdemérem (1961)
- A szocialista kultúráért (1961)
- Kiváló Népművelő (1962)
- Ifjúsági Érdemérem (1974)
- Tolna megyei Tanács Alkotói Díja (1982)